# Cubo truncado biaumentado
Em geometria, o cubo truncado biaumentado é um dos sólidos de Johnson (J67). Como o nome sugere, é construída acoplando-se duas cúpulas quadradas (J4) em duas faces octogonais opostas de um cubo truncado.